# تیمار
تیمار به معنای اعطای زمین از سوی سلاطین عثمانی در قرن های چهاردهم تا شانزدهم میلادی بود که درآمد سالانهٔ آن کمتر از ۲۰٬۰۰۰ آقچه  (واحد پول عثمانی) می‌بود. درآمد حاصل از این زمین‌ها به عنوان جبران خدمت نظامی در نظر گرفته می‌شد. کسی که تیمار به او واگذار می‌شد، تیماردار نام داشت.
اگر درآمد زمین اعطا شده بین ۲۰٬۰۰۰ تا ۱۰۰٬۰۰۰ آقچه باشد، آن زمین زعامت نامیده می‌شد و اگر درآمد آن از ۱۰۰٬۰۰۰ آقچه  بیشتر باشد، چنین زمینی حَسّ نام داشت.
در امپراتوری عثمانی، سیستم تیمار به این صورت بود که درآمد پیش‌بینی شده از یک منطقهٔ فتح شده بین سپاهیان و دیگر اعضای طبقهٔ نظامی از جمله جان نثارها  و دیگر خدمهٔ سلطان به صورت اجارهٔ موقت زمین  تقسیم می‌شد. این زمین‌ها به عنوان جبران خدمت نظامی سالانه  به آنان داده می‌شد که هیچ حقوق ثابتی دریافت نمی‌کردند. در موارد بسیار نادر، زنان  نیز می‌توانستند تیماردار شوند، اما این امتیاز تنها محدود به زنانی بود که از موقعیت والایی در خاندان سلطنتی  یا در میان طبقة عالی امپراتوری عثمانی  برخوردار بودند.
تیمارها می‌توانستند کوچک باشند که در این صورت توسط حکام محلی  واگذار می‌شدند، یا بزرگ که برای آنها گواهی سلطانی  لازم بود. با این حال، عموماً ارزش درآمدی سالانهٔ این زمین‌ها کمتر از ۲۰٬۰۰۰ آقچه  بود. این نظام اجارهٔ زمین تقریباً از قرن چهاردهم تا شانزدهم به کار می‌رفت.
اهداف این سیستم تحت تأثیر نیازهای مالی، سیاسی و گسترشی  امپراتوری قرار داشت. اهداف مالی شامل کاهش فشار مالی ناشی از حقوق پرداختی به ارتش  و همچنین ایجاد منبع درآمد جدید برای خزانه مرکزی  بود. اهداف توسعه ای نیز افزایش تعداد سربازان سواره‌نظام و جذب تدریجی مناطق فتح شده به حوزه کنترل مستقیم عثمانی  بود. همچنین دولت عثمانی تمایل داشت تا با اعمال این سیستم، قدرت سلطان را مرکزیت بخشد  و نظام فئودالی و عناصر اشرافی  را از مسیر قدرت دور کند.